# Il fantasma e Molly McGee
Il fantasma e Molly McGee (The Ghost and Molly McGee, titolo originale utilizzato anche in italiano su Disney+) è una serie animata statunitense creata da Bill Motz e Bob Roth e prodotta dalla Disney Television Animation. La serie è andata in onda negli Stati Uniti dal 1º ottobre 2021 su Disney Channel, mentre in Italia viene pubblicata dal 13 aprile 2022 su Disney+. Il 31 agosto 2021, più di un mese prima del debutto, la serie è stata rinnovata per una seconda e ultima stagione, che è andata in onda dal 1º aprile 2023 al 13 gennaio 2024.

## Trama
Molly McGee, una tredicenne ottimista, si trasferisce nella città di Brighton, solo per poi scoprire che la sua nuova casa è già occupata da uno scontroso fantasma di nome Scratch. Quest’ultimo maledice Molly nel tentativo di spaventarla; tuttavia, ciò gli si ritorce contro, legandolo per sempre a lei. Sebbene inizialmente antagonista nei suoi confronti, con il tempo Scratch si adegua alla compagnia di Molly e la loro amicizia si rafforza. I due vivono insieme stravaganti disavventure e si aiutano a vicenda.
Nella seconda e ultima stagione, Scratch viene nominato nuovo presidente del Consiglio dei fantasmi. Nel frattempo, una famiglia di cacciatori di fantasmi, i Chen, si trasferisce di fronte a casa dei McGee. La famiglia di Molly progetta sia di mantenere segreta l'esistenza dei fantasmi ai Chen che la loro amicizia.

## Personaggi

### Protagonisti
- Molly McGee: è una ragazza ottimista thai-americana di 13 anni che vive per rendere il mondo un posto migliore. Suo padre, Pete, è un urbanista, costringendo la sua famiglia a trasferirsi molto spesso, finché non decidono finalmente di stabilirsi nella loro "permanente" a Brighton, dove incontra Scratch. Successivamente fa amicizia con un'amica umana a scuola di nome Libby, che alla fine viene a sapere dell'esistenza di Scratch nell'episodio "Gratta la superficie". Ha anche una cotta per Ollie, un ragazzo vicino della sua età, che ricambia i suoi sentimenti, e fa parte di una famiglia di cacciatori di fantasmi. Alla fine lo aiuta a imparare a fidarsi dei fantasmi nell'episodio "I Frightmares in città". Nel finale della prima stagione, "Molly contro il mondo fantasma", lei scopre come separare il suo spirito dal suo corpo come spettro. In quella forma, è in grado di portare gioia a tutto ciò che tocca nel Mondo Fantasma. Negli episodi "Fuori casa” e “Casa è dov'è l'infestatore", la maledizione che lega lei e Scratch insieme viene spezzata (poiché la sua famiglia si è temporaneamente trasferita fuori di casa), ma i due rimangono ancora buoni amici.
- Scratch: è un fantasma scontroso che accidentalmente si è maledetto per restare al fianco di Molly per tutta l'eternità. Non viene visto da nessun essere umano tranne dalla famiglia McGee, Libby (dall'episodio "Gratta la superficie"), Ollie (dall'episodio "I Frightmares in città"), June (dall'episodio "Welcome to NecroComic-Con"), Ruben ed Esther (dall'episodio "Jinx vs. the Human World"). Il suo compito era spaventare le persone come assegnato dal Consiglio dei fantasmi (fino agli episodi "Fine dei giochi” e “Molly contro il mondo fantasma"), ma gli piace invece passare il tempo con Molly. Scratch emette una luce ciano fluorescente mentre è visibile, ma è in grado di rendersi invisibile a piacimento. Può cambiare il suo aspetto come vuole, così come distorcere l'ambiente circostante, tipicamente per spaventare gli umani. Ha anche la capacità di teletrasportarsi tra il mondo umano e il mondo fantasma. Negli episodi "Fuori casa” e “Casa è dov'è l'infestatore", dopo che i McGee sono stati costretti a lasciare la casa, lui e Molly non sono più condannati a stare insieme, ma Scratch rimane ancora con i McGee dopo che sono tornati a vivere lì. Nella seconda stagione, Scratch viene nominato nuovo presidente del Consiglio dei fantasmi a causa delle azioni di Molly nel finale della prima stagione. Ha anche un amico fantasma di nome Geoff, che all'inizio lo infastidisce, ma alla fine Scratch impara a piacergli. Nel finale della serie, Scratch si rivela essere in realtà lo spettro di un umano di nome Todd Mortenson, decidendo poi di tornare alla sua vita umana e viaggiare per il mondo, e si riunisce con la sua prima amica, Adia Williams.
- Pete McGee: è il padre di Molly e Darryl e marito di Sharon. Di origini irlandesi, è un membro del consiglio comunale, ingegnere civile ed ex pattinatore sul ghiaccio. Pete sposò Sharon con un matrimonio non ufficiale. A volte tende a comportarsi in modo stupido, ma ha buone intenzioni.
- Sharon Suksai McGee: è la madre thailandese di Molly e Darryl e moglie di Pete. Ha sposato Pete con un matrimonio non ufficiale. Originariamente aveva un rapporto teso con sua madre, nonna Nin, ma iniziarono ad andare d'accordo, a partire dall'episodio "Nonna contro mamma". Il suo reddito proviene dalle azioni di un'app chiamata Gig-Pig. Sogna di diventare un'artista.
- Nonna Nin Suksai: la nonna di Molly e Darryl, madre di Sharon e suocera di Pete.
- Darryl McGee: è il dispettoso fratello minore di Molly. Ha una tarantola domestica di nome Heidi "Zampe pelose". Dopo sua sorella, è il secondo personaggio visto diventare uno spettro, come mostrato in un episodio.
- Libby Stein-Torres: è la migliore amica di Molly. Ha una passione per le tartarughe ed è spesso vittima di gag in cui si fa male, dimostrandosi piuttosto sfortunata. Libby nasconde la testa nel colletto dolcevita quando è nervosa ed ha un'eccellente conoscenza delle persone storiche. Libby non era a conoscenza della presenza di Scratch fino all'episodio "Gratta la superficie", quando Molly le rivela della sua esistenza. Nonostante un inizio burrascoso, è diventata sua amica dopo aver lavorato insieme a lui per salvare Molly quando quest'ultima è rimasta intrappolata in una macchina tritatutto.

### Personaggi ricorrenti

#### Cittadini di Brighton
- Andrea Davenport è la rivale di Molly diventata sua autoproclamata migliore amica. È molto sensibile su come viene pronunciato il suo nome ed è la ragazza più popolare a scuola. Nonostante il suo successo, a volte sembra infelice e desidera disperatamente l'attenzione dei suoi genitori sempre impegnati nei loro affari. Con il progredire della serie, Andrea mostra di essere più premurosa verso le altre persone, come nell'episodio "Casa è dov'è l'infestatore", quando ha avviato un fondo per salvare la casa dei McGee, considerando Molly come la sua migliore amica, così come nell'episodio "Davenport su richiesta", quando ha chiuso la sua app dopo aver appreso che stava minacciando altre attività; e "Davenport chiude", quando apprese che la sua personalità online avrebbe dovuto essere la sua vera personalità e che avrebbe dovuto prendersi una pausa dai social media.
- Sheela: è l'amica nerd di Molly.
- Kat: è la dolce amica dai capelli rosa di Molly.
- Miss Lightfoot: è l'insegnante di Molly.
- Mrs. Roop: è un'insegnante alla Brighton Middle School. Ha una moglie, Pam, menzionata nell'episodio "Niente buone azioni".
- Patty: è un'anziana residente amica con Molly.
- Sindaco Brunson: è il sindaco di Brighton.
- Leah Stein-Torres:è la madre di Libby, definedosi la "fan numero 1" di sua figlia. Gestiscee una libreria.
- Preside O'Connor: è il preside della Brighton Middle School. Sebbene ben intenzionato, la sua natura tesa non lo rende caro agli studenti, ed è spesso il bersaglio degli scherzi di Darryl.
- Irving: è un mago di strada che si diverte a sconcertare qualsiasi passante che lo vede con i suoi giochi di prestigio che, finora, coinvolgono principalmente carte, monete e coriandoli.
- Larry lo strambo: è il proprietario di un banco dei pegni i cui modi eccentrici tendono a spaventare chiunque perché tende a chiedere aiuto con favori scomodi come il tempo in cui ha avuto bisogno di aiuto per trovare e catturare la sua amata puzzola in fuga Vera.
- Maxwell Davenport: è il proprietario di un grande magazzino locale e padre presuntuoso e sedicente di Andrea, ossessionato dai social media.
- Dorothea Davenport: è la moglie di Maxwell e madre di Andrea.
- Joanie Pataky: è la giornalista locale di Brighton.
- Bobby Daniels
- Adia Williams: è la prima migliore amica di Scratch quando era in vita, durante un momento in cui si è allontanata da Brighton. Adia appare attraverso i ricordi di Scratch nell'episodio "Una bibita da ricordare" e "All in The Mind". Ma nel finale della serie appare in una videochiamata con Molly e nei momenti finali della serie si riunisce con Scratch/Todd per la sua nuova vita.

#### La famiglia Chen
Sono una famiglia cino-americana di cacciatori di fantasmi introdotta nella seconda stagione.
- Oliver "Ollie" Chen: è il fidanzato di Molly e fratello maggiore di June. È lo specialista della ricerca nella loro caccia ai fantasmi. È anche vegetariano. Ha scoperto l'esistenza di Scratch nell'episodio "Voglio ballare con Ollie" e ha stretto amicizia con lui dopo aver realizzato che non tutti i fantasmi sono cattivi in "I Frightmares in città".
- Juniper "June" Chen: è la sorella minore di Ollie, ed è un'inventrice. È autistica (così come la sua doppiatrice) e ha l'abitudine di essere brutalmente onesta. È la specialista in tecnologia della sua famiglia e usa le sue numerose invenzioni per aiutarli nella caccia ai fantasmi. Nell'episodio "I Frightmares in città" suggerisce che potrebbe aver scoperto l'amicizia segreta di Ollie con Scratch e il potere che quest'ultimo potrebbe possedere. Alla fine ha scoperto l'esistenza di Scratch nell'episodio "Benvenuti al NecroComic-Con" e da allora ha sviluppato una visione più positiva dei fantasmi.
- Esther Chen: è la madre di Ollie e June. È responsabile del video e della grafica per la caccia ai fantasmi.
- Ruben Chen: è il padre di Ollie e June. È a capo della loro caccia ai fantasmi, avendo iniziato la professione dopo un incontro con Geoff durante la sua infanzia.

#### Fantasmi
- Il Consiglio dei Fantasmi: sono un gruppo di quattro fantasmi che all'inizio si assicuravano che gli abitanti del loro mondo causassero miseria.
- Il Presidente: Il principale antagonista della prima stagione, rappresenta il Tristo Mietitore. Si nutriva di miseria e si aspettava che gli altri fantasmi la diffondessero per lui. È stato distrutto insieme al Flusso dei Fantasmi Falliti dalla gioia di Molly durante lo scontro finale.
- Geoff: è un fantasma ciano un po' ingenuo, migliore amico di Scratch. Una gag ricorrente è che lui spiega come si scrive il suo nome. Ha una relazione a lungo termine con Jeff da 100 anni.
- Abraham Lincoln
- Ezekiel "Tug" Tugbottom: è il fratello minore piantagrane di Sally, che si è preso il merito dei suoi successi finché Molly, Libby e Scratch non hanno scoperto la verità.
- Sally Tugbottom: è la fondatrice di Brighton e sorella maggiore di Tug.
- Jinx: è un fantasma viola, cacciatrice di gioia inviata dal Consiglio dei fantasmi per eliminare Molly. Nella seconda stagione, continua a inimicarsi con Scratch dopo la morte del Presidente, e nell'episodio "Jinx contro il mondo degli umani", ruba la toga del Presidente per prendere il controllo sul mondo fantasma. Dopo aver tentato di conquistare anche Brighton, viene sconfitta e risucchiata in una delle trappole per fantasmi dei Chen.
- Jeff: è il "partner dell'aldilà" di Geoff. È noto per essere molto protettivo nei duoi confronti e minaccia coloro che potrebbero fargli del male, sia fisicamente che emotivamente.

## Episodi
| Stagione         | Episodi | Prima TV USA | Prima TV Italia |
| ---------------- | ------- | ------------ | --------------- |
| Prima stagione   | 20      | 2021-2022    | 2022-2023       |
| Seconda stagione | 21      | 2023-2024    | 2023-2024       |

## Doppiatori
| Personaggio            | Doppiatore originale | Doppiatore italiano |
| ---------------------- | -------------------- | ------------------- |
| Molly McGee            | Ashly Burch          | Emanuela Ionica     |
| Scratch                | Dana Snyder          | Nanni Baldini       |
| Pete McGee             | Jordan Kleeper       | Francesco Bulckaen  |
| Sharon McGee           | Sumalee Montano      | Tiziana Avarista    |
| Nonna Nin              | Sumalee Montano      | Cinzia De Carolis   |
| Darryl McGee           | Michaela Dietz       | Valeriano Corini    |
| Libby Stein-Torres     | Lara Jill Miller     | Vittoria Bartolomei |
| Andrea Davenport       | Jules Medcraft       | Lucrezia Marricchi  |
| Sheela                 | Aparna Nancherla     | Luna Iansante       |
| Kat                    | Eden Riegel          | Agnese Marteddu     |
| Lucretia Barrister     | Grey DeLisle         | Mirta Pepe          |
| Sir Allister Barrister | John DiMaggio        | Paolo Marchese      |
| Grimbella Barrister    | Kari Wahlgren        | Michele Botrugno    |
| Bartholomew Barrister  | Greg Baldwin         | Gabriele Patriarca  |
| Geoff                  | Eric Edelstein       | Massimo De Ambrosis |

## Musica
La sigla della serie è stata scritta da Allie Felder, Mike Kramer, Bill Motz e Bob Roth, ed è stata eseguita da Ashly Burch e Dana Snyder. Le canzoni della serie sono scritte da Rob Cantor, con ogni episodio caratterizzato da una sequenza musicale di circa 1 minuto. La colonna sonora della serie è composta da Michael Kramer. Un album di riproduzione estesa di alcune canzoni della serie è uscito il 1º ottobre 2021.

## Accoglienza

### Recensioni critica
Kate Robertson di Stuff ha descritto i personaggi principali come una coppia che forma una "improbabile amicizia" che si aiuta a vicenda ad evolversi, descrivendo Molly come "un'ottimista [...] che vuole solo rendere il mondo un posto migliore" e Scratch come un " pessimista che spera nel peggio", e ha affermato che la serie è "divertente, affascinante e una gioia a tutto tondo da guardare". Ashley Moulton di Common Sense Media ha valutato la serie con 4 stelle su 5 e l'ha descritta come una "divertente storia di amici di ragazze fantasma ... [con] lievi paure macabre". Ha anche affermato che i bambini più piccoli saranno spaventati quando i fantasmi si trasformano, ma i bambini più grandi no, ha affermato che i fantasmi sono "un po' ruvidi" e c'è una certa violenza nei cartoni animati. Tuttavia, ha affermato che i personaggi umani si comportano in modo più positivo, ha affermato che la protagonista dello show, Molly, è un "ottimo modello", ha paragonato la serie a Monsters & Co. ma l'ha definita una "serie animata affascinante e dolcemente inquietante".